# GPTs
Los GPTs son aplicaciones personalizables basadas en el modelo de lenguaje de inteligencia artificial de ChatGPT que pueden desempeñar tareas muy variadas adaptadas a necesidades específicas.Los GPTs se pueden utilizar y crear desde la GPT Store. Cualquier usuario puede crearlos fácilmente y sin conocimientos de programación.En enero de 2024, ya se habían publicado más de 3 millones de GPTs.

## Funcionalidades y uso
Los GPTs pueden ser configurados para responder a preguntas complejas de campos específicos, resolver problemas, dar información basada en imágenes o para crear contenido digital. Pueden ser programados como herramientas educativas, guías de compra o asesores técnicos.
Para utilizarlos hay que acceder a la GPT Store. Esto se hace desde la página web de chat GPT. En la parte superior de la columna izquierda se encuentra el enlace “Explorar GPT” que nos lleva a la tienda donde aparecen como destacados los GPTs más populares de cada sección. Los GPTs están organizados por categorías. La tienda además utiliza un sistema de calificación en base a las experiencias de los usuarios parecido al que utilizan otras tiendas de Apps como la App Store de Apple o Google Play. Aquellas con las mejores calificaciones aparecen en las primeras posiciones de cada categoría.
Según La Vanguardia, las categorías más populares son:
- Asistentes personales
- Aprender a programar
- Generación de imágenes
- Escritura creativa
- Gaming
- Diversión

Se espera que en un futuro los creadores de GPTs puedan monetizarlos.

## Configuración
La instalación de GPTs es una tarea sencilla que no requiere conocimientos previos de programación. Los usuarios gratuitos pueden usar los GPTs existentes pero no pueden personalizar los suyos propios. Para los usuarios de pago, el primer paso para configurar un GPT personalizado es acceder a la dirección web chat.openai.com/gpts/editor. En esta página hay que seleccionar el enlace “Create a GPT”. El siguiente paso es escribir el título y la descripción y subir una imagen o pedir que la propia inteligencia artificial cree una automáticamente en base al título y descripción. El siguiente paso es completar los campos de instrucciones en los que se especifica su objetivo y como debe comportarse junto con “conversation starters” que son frases para activarlo. Opcionalmente se pueden añadir APIs mediante la opción “Add actions”. Finalmente se pulsa en el enlace “Save” para guardarlo y configurar las opciones de publicación que pueden ser tres: Pública, privada o accesible solo a personas con enlace. El último paso es pulsar en “Confirm”.

## Crítica
La implementación y uso de GPTs no ha estado exenta de críticas. Las principales preocupaciones son la ética y la precisión de la información generada. La GPT Store ha sido criticada por la proliferación de GPTs de baja calidad y spam debido a la falta de una moderación efectiva. Además hay inquietudes sobre la privacidad y seguridad de los datos, ya que los GPTs pueden recopilar y utilizar información personal de manera que no siempre es transparente para los usuarios.